# Józef Sażycz
Józef Sażycz (biał. Язэп Сажыч, Jazep Sažyč; ur. 5 września 1917 w Horodecznej, zm. 19 listopada 2007 w Detroit) – białoruski działacz narodowy i kulturalny, w latach 1982–1997 przewodniczący Rady Białoruskiej Republiki Ludowej, formalnie głowa „państwa” na uchodźstwie.

## Życiorys
Ukończył gimnazjum w Nowogródku, a następnie szkołę podchorążych pod Toruniem. Służył w Wojsku Polskim w stopniu sierżanta. Brał udział w polskiej wojnie obronnej 1939 roku, po czym znalazł się na obszarach zajętych przez Armię Czerwoną i rozpoczął studia na uniwersytecie we Lwowie.
Po ataku wojsk niemieckich na Związek Socjalistycznych Republik Radzieckich w 1941 roku, współpracował z Organizacją Ukraińskich Nacjonalistów (OUN). Następnie przybył na okupowaną Białoruś, podejmując współpracę z Niemcami. Przeszedł kurs dla młodszych oficerów w Mińsku, po czym służył w białoruskiej policji pomocniczej w okręgu nowogródzkim; jednocześnie został jednym z głównych działaczy konspiracyjnej Białoruskiej Partii Niepodległościowej. Latem 1942 roku został w Nowogródku komendantem szkoły podoficerskiej Białoruskiej Samopomocy Ludowej, a od lutego 1943 roku dowodził lidzką kompanią białoruskiego batalionu ochrony linii kolejowych. Od lipca tego roku jednocześnie wykładał w szkole oficerskiej w Mińsku. Pod koniec 1943 roku po usunięciu przez Niemców wszystkich oficerów białoruskich objął funkcję oficera propagandowego batalionu. Na początku 1944 roku wstąpił do Białoruskiej Obrony Krajowej (BKO), obejmując dowództwo kompanii. W lipcu tego roku współuczestniczył w utworzeniu w Prusach Wschodnich batalionu desantowego „Dalwitz” złożonego z Białorusinów. Jednakże nie wstąpił w jego szeregi, lecz został wysłany do Berlina, gdzie przydzielono go do 1 batalionu kadrowego BKO. Wraz z Dźmitrym Kasmowiczem otrzymał od Usiewałada Rodźki polecenie udania się w Alpy w celu przejścia linii frontu do aliantów zachodnich i nawiązania z nimi rozmów jako przedstawiciel konspiracyjnych władz białoruskich. Gdy o tych planach dowiedziało się SD, powrócił do Berlina, po czym w Bawarii objął funkcję komendanta szkoły oficerskiej przy 30 Dywizji Grenadierów SS. Pod sam koniec wojny zdążył jeszcze przejść kurs w niemieckiej szkole oficerskiej w Rostocku.
Po zakończeniu wojny zamieszkał w zachodnich Niemczech i ukończył studia medyczne na uniwersytecie w Marburgu. Następnie wyjechał do USA, gdzie działał w środowisku białoruskiej emigracji w Detroit. W latach 1982–1997 pełnił funkcję przewodniczącego Rady Białoruskiej Republiki Ludowej na uchodźstwie, formalnie głowy „państwa”. W 1993 roku odwiedził niepodległą Białoruś z okazji 75-lecia BRL.